# Ectropis brunneipennis
Ectropis brunneipennis là một loài bướm đêm trong họ Geometridae.